# Puustusjärv
Puustusjärv (est. Puustusjärv, Kallaste järv) – jezioro w Estonii, w prowincji Valgamaa, w gminie Haanja. Należy do pojezierza Haanja (est. Hannja järved). Położone jest na wschód od wsi Kallaste. Ma powierzchnię 1,9 ha linię brzegową o długości 550 m, długość 230 m i szerokość 100 m. Sąsiaduje m.in. z jeziorami  Vällämäe Küläjärv, Mäe-Tilga, Mäe-Tilga Kogrõjärv, Tammsaarõ, Üvvärjärv, Saaluse Kõrdsijärv, Soodi, Suur Kõrbjärv. Położone jest na terenie obszaru chronionego krajobrazu Haanja (est. Haanja looduspark). Jezioro zamieszkują m.in.: szczupak, płoć, okoń, lin.